# 吳玥青
吳玥青（Goh Yea Ching，1996年6月19日—），馬來西亞女子羽毛球運動員。

## 簡歷
2014年10月，吳玥青出戰匈牙利羽毛球國際賽，與謝宜希合作贏得女子雙打比賽冠軍。
2016年3月，吳玥青與白燕薇合作先後贏得葡萄牙國際賽冠軍和羅馬尼亞國際賽亞軍。
2018年12月，吳玥青已退出馬來西亞國家羽毛球隊。

## 主要比賽成績
只列出曾進入準決賽的國際賽事成績：
| 年份   | 賽事                     | 公開賽級別 | 項目     | 拍檔                      | 成績   |
| 2014年 | 樂魚羽毛球國際系列賽     | 國際系列賽 | 女子雙打 | 謝宜希                    | 準決賽 |
| 2014年 | 匈牙利羽毛球國際賽       | 國際系列賽 | 女子雙打 | 謝宜希                    | 冠軍   |
| 2016年 | 葡萄牙羽毛球國際賽       | 國際系列賽 | 女子雙打 | 白燕薇                    | 冠軍   |
| 2016年 | 羅馬尼亞羽毛球國際賽     | 國際系列賽 | 女子雙打 | 白燕薇                    | 亞軍   |
| 2016年 | 世界大學生羽毛球錦標賽   | 其他       | 女子雙打 | 鄒美君                    | 季軍   |
| 2016年 | 荷蘭羽毛球大獎賽         | 大獎賽     | 女子雙打 | 林秋仙                    | 準決賽 |
| 2016年 | 印度羽毛球國際系列賽     | 國際系列賽 | 女子雙打 | 林秋仙                    | 冠軍   |
| 2017年 | 世界大學運動會羽毛球比賽 | 其他       | 混合團體 | －                        | 銅牌   |
| 2017年 | 世界大學運動會羽毛球比賽 | 其他       | 混合雙打 | 努·穆罕默德·阿茲林·阿尤布 | 銀牌   |
| 2018年 | 芬蘭羽毛球公開賽         | 國際挑戰賽 | 女子雙打 | 葉錚雯                    | 亞軍   |

| 2007-2017年 | 首要超級賽 | 超級賽 | 黃金大獎賽 | 大獎賽 | 國際挑戰賽 | 國際系列賽 | 未來系列賽 | 其他 |

| 2018-2026年 | 總決賽 | 超級1000賽 | 超級750賽 | 超級500賽 | 超級300賽 | 超級100賽 | 國際挑戰賽 | 國際系列賽 | 未來系列賽 | 其他 |